# غول عسقة (حبيل جبر)

تعديل مصدري - تعديل

غول عسقة هي إحدى قرى عزلة حبيل جبر بمديرية حبيل جبر التابعة لمحافظة لحج، بلغ تعداد سكانها 13 نسمة حسب تعداد اليمن لعام 2004.